# قانون تابعیت مکزیک
قانون تابعیت مکزیک (انگلیسی: Mexican nationality law) توسط قوانین متعدد، از جمله ماده ۳۰ قانون اساسی مکزیک و تعدادی قانون دیگر مشخص شده‌است. ماده ۳۲ قانون اساسی، حقوقی را که قوانین مکزیک برای مکزیکی‌هایی که دارای تابعیت دوگانه هستند در نظر گرفته‌است، مشخص می‌نماید. این ماده قانونی برای برقراری ضوابط در ارتباط با این موضوع، به منظور پیشگیری از منازعات که ممکن است در قضیه دو تابعیتی‌ها رخ دهد، نگاشته شده‌است. آخرین بار در سال ۲۰۲۱، اصلاحیه‌هایی روی این قانون انجام گرفت.
به‌طور کلی، تابعیت مکزیک با توجه به دو قاعده اصل خاک و اصل خون شکل گرفته‌است. قانون اساسی مکزیک بین تابعیت مکزیک و شهروندی مکزیک تفاوت قائل شده‌است. طبق قانون قصد دریافت تابعیت، عضور رسمی یک کشور گردیدن با رابطه حقوقی و تعهدات بین کشور و ملت که تحت عنوان حقوق شهروندی شناخته می‌شود، تفاوت دارد.